# Municipio de Adams (condado de Morgan)
El municipio de Adams (en inglés: Adams Township) es un municipio ubicado en el condado de Morgan en el estado estadounidense de Indiana. En el año 2010 tenía una población de 1194 habitantes y una densidad poblacional de 15,46 personas por km².

## Geografía
El municipio de Adams se encuentra ubicado en las coordenadas 39°33′34″N 86°37′13″O / 39.55944, -86.62028. Según la Oficina del Censo de los Estados Unidos, el municipio tiene una superficie total de 77.24 km², de la cual 77,2 km² corresponden a tierra firme y (0,06 %) 0,04 km² es agua.

## Demografía
Según el censo de 2010, había 1194 personas residiendo en el municipio de Adams. La densidad de población era de 15,46 hab./km². De los 1194 habitantes, el municipio de Adams estaba compuesto por el 97,49 % blancos, el 0,08 % eran afroamericanos, el 0,42 % eran amerindios, el 0,17 % eran asiáticos, el 0,25 % eran de otras razas y el 1,59 % eran de una mezcla de razas. Del total de la población el 1,26 % eran hispanos o latinos de cualquier raza.